# Meet Kevin Johnson (Lost)
Meet Kevin Johnson este un episod din Lost, sezonul 4.